# Gregor von Helmersen

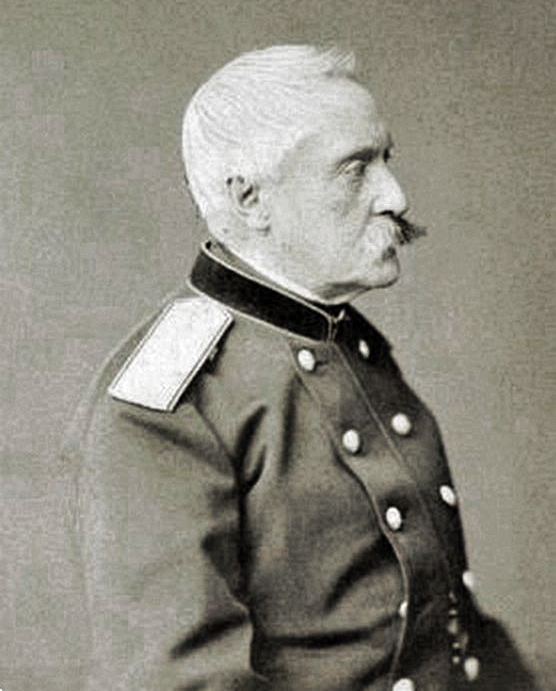
Gregor von Helmersen (1876)

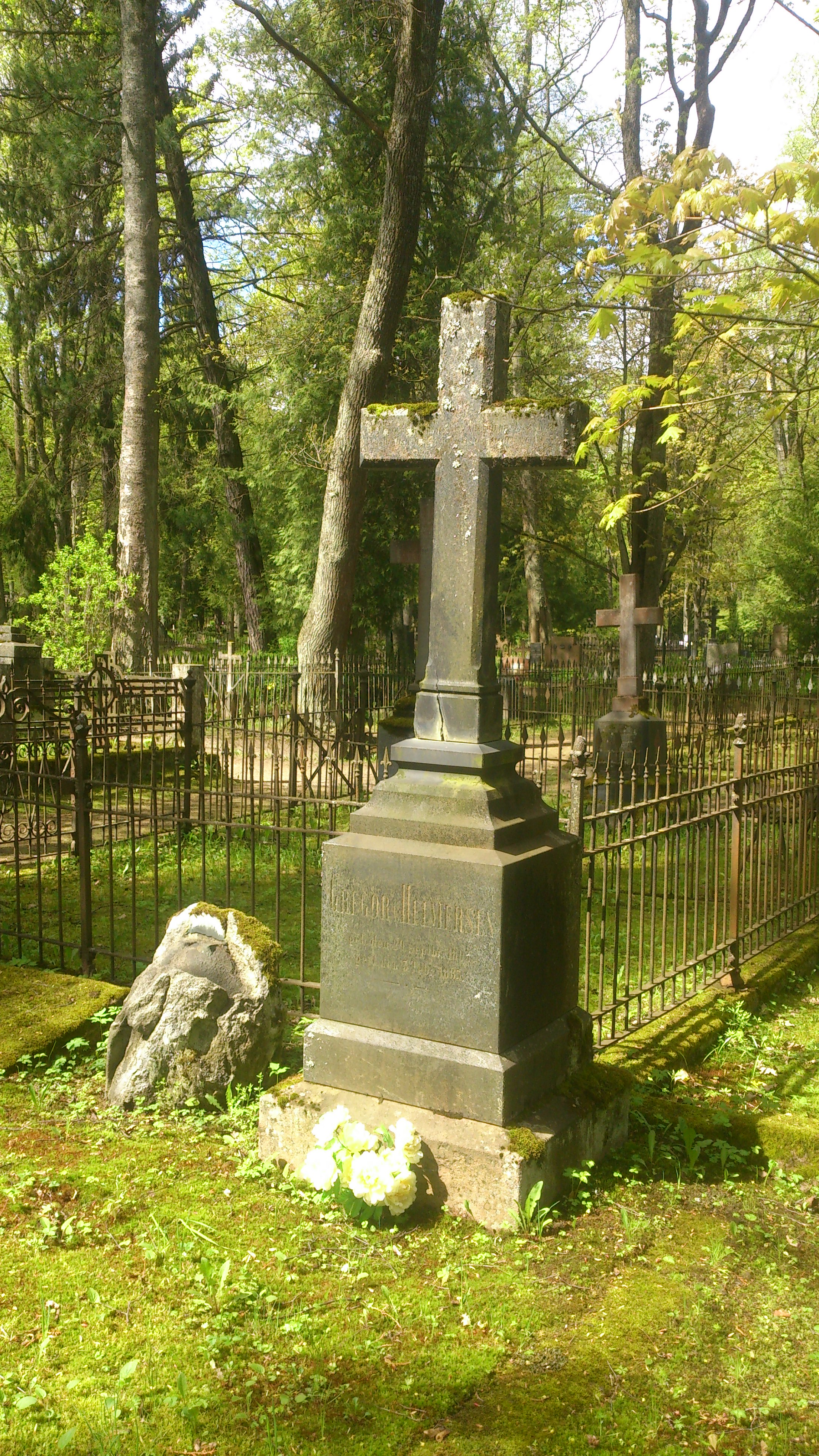
Das Grab Gregor von Helmersens in Tartu

Gregor von Helmersen (auch russisch Григорий Петрович Гельмерсен, Grigorij Petrovic Gel'mersen; * 29. Septemberjul. / 11. Oktober 1803greg. in Duckershof, Kreis Dorpat, Gouvernement Livland; † 3. Februarjul. / 15. Februar 1885greg. in Sankt Petersburg) war ein deutsch-baltischer Geologe und Forschungsreisender.

## Herkunft
Gregor von Helmersen war Angehöriger des baltischen Adelsgeschlechts von Helmersen. Seine Eltern waren der russische Staatsrat Peter von Helmersen (1776–1860) und dessen Ehefrau Auguste von Sivers (1779–1863). Sein Bruder Alexander von Helmersen (1797–1850) wurde russischer Generalleutnant und Direktor des Kadettenkorps, der Bruder Paul von Helmersen (1801–1894) wurde Gymnasialprofessor und seine Schwester Anna war mit dem Professor und Forschungsreisenden Emil Lenz (1804–1865) verheiratet.

## Leben
Gregor von Helmersen lebte im Russischen Kaiserreich. Er wuchs auf dem väterlichen Gut Duckershof bei Dorpat auf. Von 1821 bis 1824 studierte er Jura und Naturwissenschaften an der Kaiserlichen Universität Dorpat. 1822 war er hier einer der Stifter der Baltischen Corporation Livonia Dorpat.
Im Jahr 1826 unternahm er, gemeinsam mit Ernst Reinhold Hofmann, eine geologische Expedition in den Ural und erforschte 1828/29 den Südural. Von 1831 bis 1832 studierte er in Bonn Petrefaktenkunde, bevor er von 1833 bis 1836 den Ural, die Kirgisensteppe und den Altai bereiste. 1838–1863 wirkte er als Professor der Geologie am Berginstitut in Sankt Petersburg, das er von 1865 bis 1872 als Direktor zu einer freien akademischen Lehranstalt umwandelte.
Bei der Erforschung weiter Gebiete Russlands galt sein Hauptaugenmerk dem Nachweis und der Erschließung fossiler Brennstoffe; daneben suchte er nach diluvialen Torflagerstätten und Bernsteinformationen. Er erarbeitete 1841 die erste Übersichtskarte der Gebirgsformationen des europäischen Russlands und schuf damit die erste geologische Karte dieser Region.
Im Jahr 1829 begleitete er Alexander von Humboldt auf der Reise durch Russland und Sibirien.
Zwischen zwei Expeditionen in den Ural reiste er im Frühjahr 1834 über Omsk und Barnaul nach dem Altai. Dieser Reise verdankt man die erste wissenschaftliche Beschreibung nebst Aufnahme des Telezker Sees. Er befuhr den See der Länge nach, unternahm Höhen- und Temperaturmessungen, entwarf ein genaues Bild der Bergwaldufer und gab die ersten genaueren Beschreibungen der Anwohner.
1839 gründete er zusammen mit Karl Ernst von Baer die erste naturwissenschaftliche Bücherreihe Russlands, die „Beiträge zur Kenntniss des Russischen Reiches“ (Petersburg 1839–1900, insgesamt 45 Bände/Teile), worin viele seiner Publikationen erschienen.
1847 wurde er korrespondierendes Mitglied der Gesellschaft für Geschichte und Altertumskunde der Ostseeprovinzen Russlands.
Er war Mitglied der Kaiserlichen Wissenschaftsakademie in St. Petersburg und gründete 1882 das „Russische Geologische Komitee“, dessen erster Vorsitzender er war.

## Familie
Er heiratete Agrafina Koschelew (1813–1893) eine Tochter des russischen Generals Jakob Koschelew und der Charlotte von Helmersen. Das Paar hatte acht Kinder, (von denen drei jung starben) darunter:
- Wilhelm (1838–1887), russischer Hofrat
- Auguste ⚭ Robert Lenz (1833–1903), Professor der Physik und physikalischen Geographie, von 1889 bis 1899 Chef der Expedition zur Anfertigung von Staatspapieren.

## Werke
- Reise nach dem Ural und der Kirgisensteppe, in den Jahren 1833 und 1835. Erste Abtheilung. St. Petersburg, K. Akad. der Wissenschaften, 1841. Mit 3 lith. Faltkarten nach G. von Helmersen (Bericht einer geologischen Expedition in den Ural, erschienen als fünftes Bändchen der Reihe: K. E. Baer, G. v. Helmersen (Hrsg.): Beiträge zur Kenntniss des Russischen Reiches und der angrenzenden Länder Asiens)
- Reise nach dem Altai, im Jahre 1834 ausgeführt. St. Petersburg, Buchdruckerei der Kaiserlichen Academie der Wissenschaften, 1848 (Beiträge zur Kenntniss des Russischen Reiches … Vierzehntes Bändchen)
- Der Telezkische See und die Teleuten im oestlichen Altai. 2 Bde. (St. Petersburg, 1838)
- Übersichtskarte der Gebirgsformationen des europäischen Russland (St. Petersburg 1841, 3. Aufl. 1873)
- Das Donezer Steinkohlengebirge und dessen industrielle Zukunft (1863)
- Studien über die Wanderblöcke und die Diluvialgebilde Russlands (1882)